# Platydoris
Platydoris is een geslacht van weekdieren uit de klasse van de Gastropoda (slakken).

## Soorten
- Platydoris angustipes (Mörch, 1863)
- Platydoris annulata Dorgan, Valdés & Gosliner, 2002
- Platydoris argo (Linnaeus, 1767)
- Platydoris carinata Risbec, 1928
- Platydoris cinereobranchiata Dorgan, Valdés & Gosliner, 2002
- Platydoris cruenta (Quoy & Gaimard, 1832)
- Platydoris dierythros Fahey & Valdés, 2003
- Platydoris ellioti (Alder & Hancock, 1864)
- Platydoris formosa (Alder & Hancock, 1864)
- Platydoris galbana Burn, 1958
- Platydoris inframaculata (Abraham, 1877)
- Platydoris inornata Dorgan, Valdés & Gosliner, 2002
- Platydoris macfarlandi Hanna, 1951
- Platydoris ocellata Dorgan, Valdés & Gosliner, 2002
- Platydoris pulchra Eliot, 1904
- Platydoris rolani Dorgan, Valdés & Gosliner, 2002
- Platydoris sabulosa Dorgan, Valdés & Gosliner, 2002
- Platydoris sanguinea Bergh, 1905
- Platydoris scabra (Cuvier, 1804)
- Platydoris spongilla Risbec, 1928
- Platydoris striata (Kelaart, 1858)